# Steinsdorf
Steinsdorf är en ortsteil i staden Weida i Landkreis Greiz i förbundslandet Thüringen i Tyskland. Steinsdorf var en kommun fram till den 31 december 2013 när den uppgick i Weida. Steinsdorf hade 678 invånare 2013.